# Rootkit

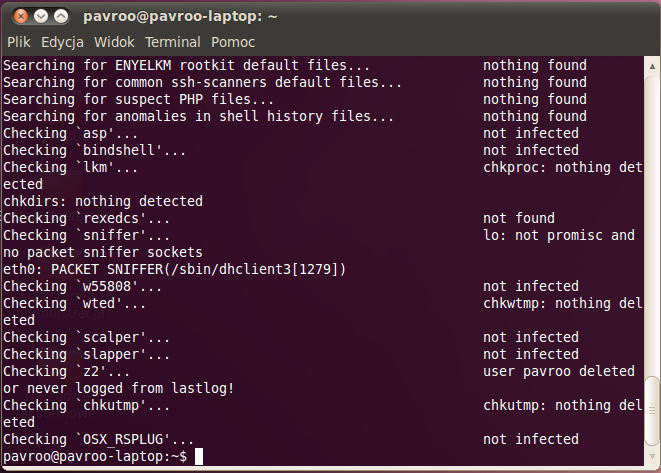
Rootkit pe Ubuntu 10.04

Rootkit-ul este un software rău-intenționat care are rolul de a câștiga drepturi de administrator asupra unui computer.

## Exemple de rootkit-uri
- Scranos[5]
- LoJax[6]

## Vezi și
- Ransomware
- Keylogger

## Legături externe
- Rootkit pe despretot.info
- Scranos pe stealthsettings.com
- LoJax pe eset.ro